# Paula Fernandes
Paula Fernandes de Souza, beter bekend als Paula Fernandes, (Sete Lagoas (Minas Gerais), 28 augustus 1984) is een Braziliaanse countryzangeres.

## Discografie

### Studioalbums
- 1993: Paula Fernandes
- 1995: Ana Rayo
- 2005: Canções do Vento Sul
- 2007: Dust in the Wind
- 2009: Pássaro de Fogo

### Livealbums
- 2004: Paula Fernandes: Ao Vivo

### Singles
- 2012: Taylor Swift - Long Live (feat. Paula Fernandes)

### Dvd
- 2011: Paula Fernandes: Ao Vivo